# 鈴木重屹
鈴木 重屹（すずき しげたか、1897年〈明治30年〉5月5日 - 1969年〈昭和44年〉）は、昭和時代の政治家。山形県山形市長。

## 経歴
山形県南村山郡東沢村妙見寺（現山形市妙見寺）出身。鈴木鈴馬の長男。同地妙見院の住職を務める。1918年（大正7年）3月、桐生高等工業学校紡績科を卒業し、ヨーロッパやアメリカに渡り、1940年（昭和15年）帰国。帝国製麻会社札幌工場係長、本社研究課員、鹿沼工場長、技術部長を務めたのち、1945年（昭和20年）8月に退社し帰郷する。日本絨氈専務となったが、終戦によって連合軍が山形へ進駐し、県の渉外事務処理のため当時の山形県知事である村山道雄の懇請で県労政課長、県労働委員会事務局長から市長選へ出馬し、1946年（昭和21年）当選した。
市長在任中は、終戦後の混乱期にある市政の立て直しに尽力した。1954年（昭和29年）学校建築工事に絡む汚職事件等の容疑で逮捕され、同年10月、市長を辞職した。

## 親族
- 父 鈴木鈴馬（山形県南村山郡東沢村長[5]、帝国製麻常務取締役[9]）